# Land skall med lag byggas

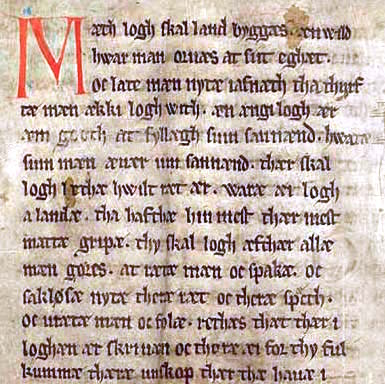
Inledningstexten till Jyllandslagen "Mæth logh skal land byggas."

Land skall med lag byggas var kung Karl XV:s valspråk. Uttrycket återfinns i några av Sveriges gamla landskapslagar: "land skal mæþ laghum byggias", "mæþ lagh skal man land byggia", liksom i Frostatingslagen. Den isländska polisen har samma motto, men på isländska — með lögum skal land byggja. Frasen finns även skriven på Köpenhamns byrets domstolsbyggnad, "Med lov skal man land bygge".

Det finns en fortsättning på frasen som sällan uppmärksammas: "...och icke med våldsverk" (oc æi mæd walz werkum). Hela frasen ger då uttryck för principen om lagstyre (Rule of law). Idag uttrycks principen i Regeringsformens första paragraf, tredje stycket som: "Den offentliga makten utövas under lagarna." I Frostatingslagen är fortsättningen istället "... en eigi at ulögum øyða" ("... och inte med laglöshet ödeläggas").